# Herb Łukowa
Herb Łukowa – jeden z symboli miasta Łuków w postaci herbu.

## Wygląd i symbolika

Herb Łukow, w wersji z 1920 r., obowiązujący do 2018 r.

Herb przedstawia w polu czerwonym czarnego  niedźwiedzia wspiętego ze złotą koroną królewską ponad nim.
Niedźwiedź symbolizuje leżące w pobliżu Łukowa bagna „Niedźwiedzi Ług”, które stanowią granicę pomiędzy gruntami miasta a dwiema pobliskimi wsiami: Ryżkami i Sięciaszką. Według miejscowej legendy jeden z królów polskich przejeżdżając po łukowskich lasach zabił niedźwiedzicę z łuku.
Korona nawiązuje do korony założyciela miasta króla Władysława II Jagiełły.

## Historia
W listopadzie 1920 Towarzystwo Opieki nad Zabytkami Przeszłości na prośbę burmistrza miasta przesłało mu najdokładniejszą kopię herbów ze zbiorów Towarzystwa. Projekt ten zatwierdziła ówczesna rada miejska.
31 lipca 2003 r. potwierdzono wizerunek herbu, którego wzór stanowił załącznik nr 3 do Statutu Miasta Łuków.
W 2018 roku został opracowany nowy rysunek herbu. Autorem projektów nowego herbu, flagi miasta, pieczęci urzędowej z herbem, sztandaru oraz łańcuchów Burmistrza Miasta Łuków i Przewodniczącego Rady Miasta Łuków był Henryk Seroka. Projekt ten odszedł od prezentacji wizerunku niedźwiedzia jako tzw. figury bojowej i nawiązał do tradycji o niedźwiedziu jako o zwierzęciu „łagodnym”. Uchwałę  w sprawie przyjęcia nowego herbu oraz pozostałych insygniów miejskich radni podjęli w dniu 18 września 2018 r.